# United States Naval Special Warfare Command

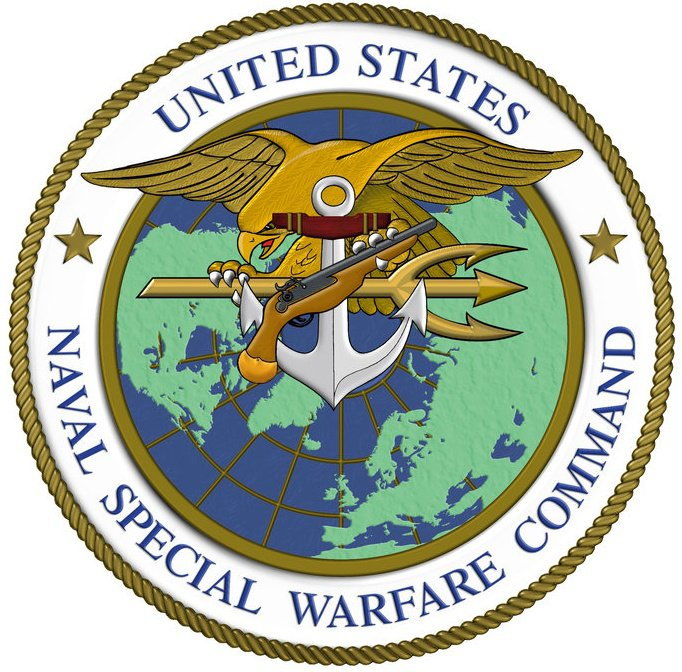
Sigill för United States Naval Special Warfare Command.

United States Naval Special Warfare Command (förkortning: NAVSPECWARCOM) är ett kommando inom USA:s flotta i vilket specialförbanden Navy SEAL ingår. Operativt är NAVSPECWARCOM flottans komponent i United States Special Operations Command (USSOCOM).

## Organisation
Naval Special Warfare Command bildades 1987 och högkvarteret är förlagt till Naval Amphibious Base Coronado i San Diego, Kalifornien på USA:s västkust där även grundutbildningen till attackdykare sker. 
Ett av de mytomspunna förbanden i NAVSPECWARCOM är United States Navy Special Warfare Development Group (DEVGRU), även benämnt som SEAL Team Six, som deltog i Operation Neptune Spear som 2011 likviderade Usama bin Ladin.
Personalstyrkan, inklusive civilanställda, uppgår till strax över 10 000.

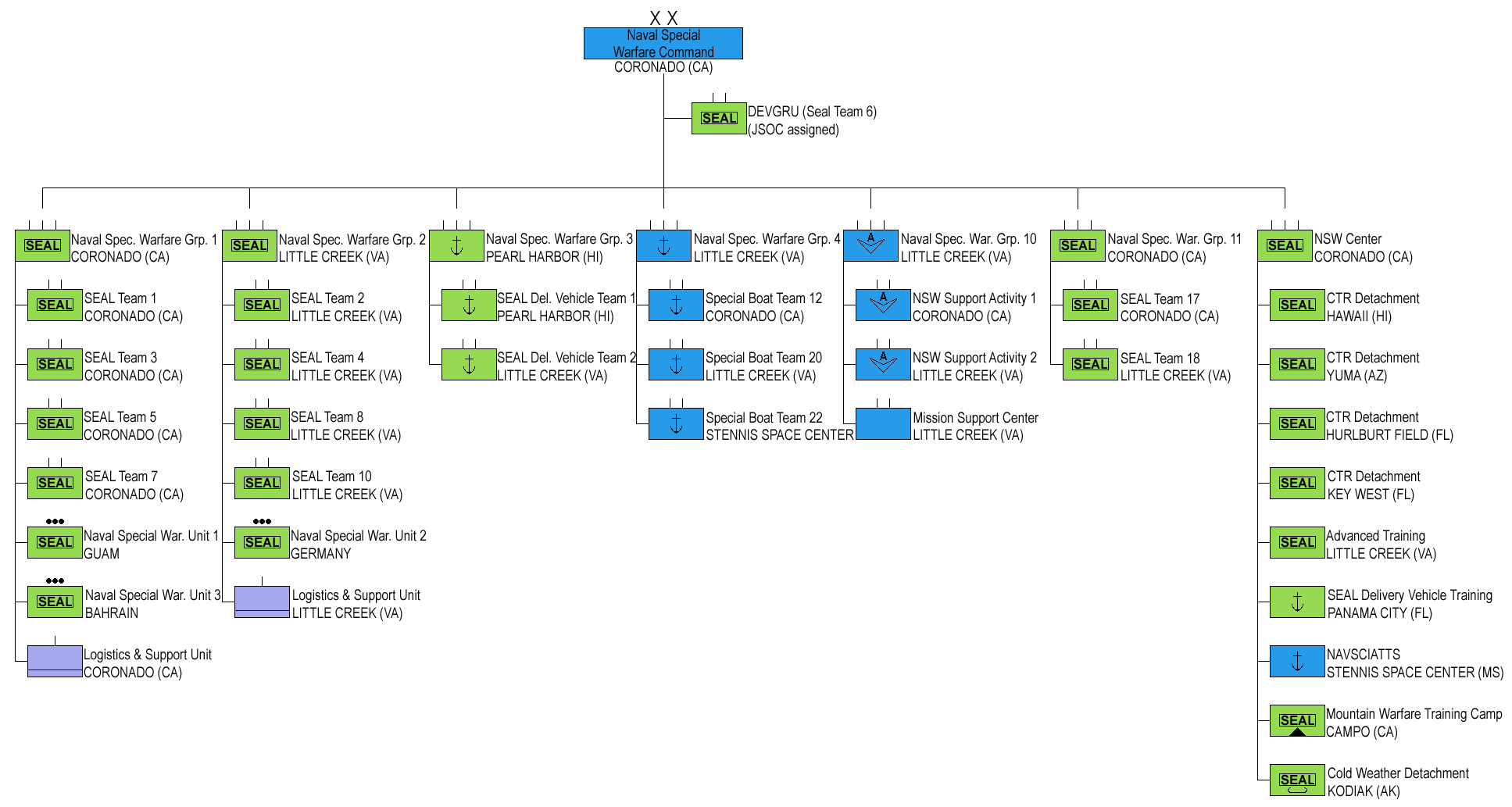
Organisationsstruktur för Naval Special Warfare Command i april 2020.